# Cebrenia (Gradfeld)

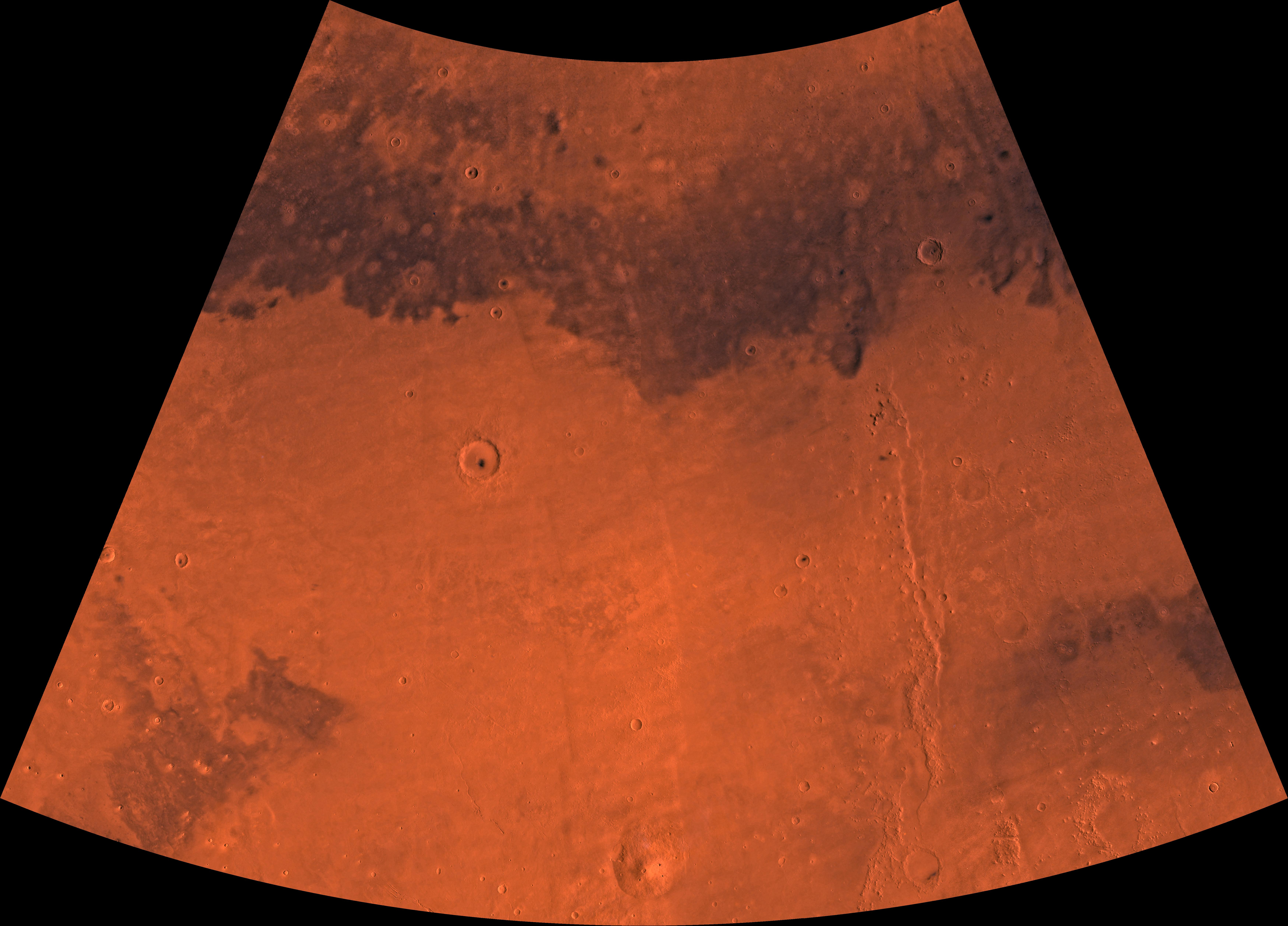
Bild des Cebrenia Gradfeldes. Der Nordwesten in relativ flach, der Südosten enthält Hecates Tholus und Phlegra Montes

Das Cebrenia-Gradfeld gehört zu den 30 Gradfeldern des Mars. Sie wurden durch die United States Geological Survey (USGS) festgelegt. Die Nummer ist MC-7, das Gradfeld umfasst das Gebiet von 180° bis 240° westlicher Länge und von 30° bis 65° südlicher Breite.   Es enthält Teil von Utopia Planitia und Arcadia Planitia.

## Herkunft des Namens
Der Name kommt von einem Albedo feature im Bereich von 50° N and 150° E auf dem Mars, die Gegend wurde nach den Ebenen rund um das antike Troja benannt. Der Name wurde 1958 durch die Internationale Astronomische Union bestätigt.

## Geologie
Die bekanntesten Merkmale sind die großen Krater Mie und Stokes,  Hecates Tholus, und die Berggruppe Phlegra Montes. Viking II landete am 3. September 1973 in der Nähe von Mie.